# وليام هوارد شوستر
وليام هوارد شوستر (بالإنجليزية: William Howard Shuster)‏ (و. 1893 – 1969 م) هو رسام من الولايات المتحدة الأمريكية. ولد في فيلادلفيا، بنسيلفانيا.
توفي في ألباكركي، نيومكسيكو، عن عمر يناهز 76 عاماً.